# رولز-رویس آر
رولز-رویس آر (به انگلیسی: Rolls-Royce R) یک موتور هواگرد ساختِ کارخانهٔ رولز-رویس لیمیتد در کشور بریتانیا است  که برای مسابقات هوای بین سالهای 1929- 1931 ساخته شد